# العصر الذهبي (تعبير مجازي)

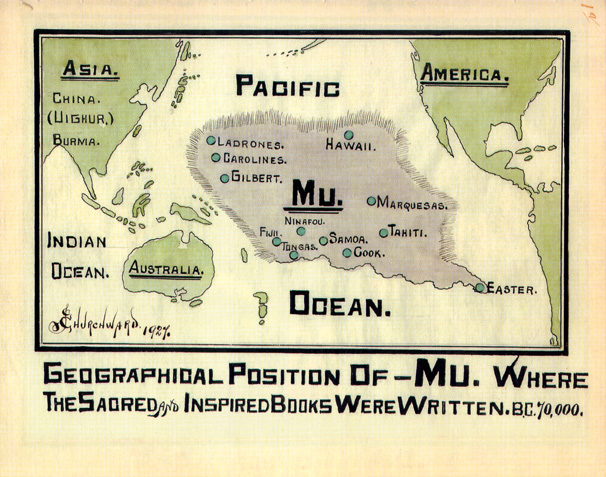
غالبًا ما يتم استدعاء العصر الذهبي مجازياً لنقاط عالية من المعرفة المفقودة في الماضي الأسطوري.

العصر الذهبي هو فترة زمنية تم فيها تحقيق إنجازات عظيمة في أحد المجالات. يعود أصل المصطلح للشعراء اليونان والرومان القدماء، حيث استخدموه للتعبيرعن فترة كانت البشرية فيها نقية وتعيش أياماً أفضل.
قدم الفيلسوف الإغريقي القديم هزيود تعبير «العصر الذهبي» في «الأعمال والأيام» حيث كان يتحدث عن الفترة التي عاش فيها «العرق الذهبي» من البشر.
كان هذا جزءاً من خمسة أقسام من العصور، بدءاً بالعصر الذهبي، ثم العصر الفضي، ثم العصر البرونزي، ثم عصر الأبطال (من ضمنه حرب طروادة)، وأخيراً العصر الحديدي الحالي. تم تعديل المصطلح بواسطة أوفيد في «التحولات» إلى العصور «المعدنية الأربعة» (الذهبي، الفضي، البرونزي، الحديدي).

## العصر الذهبي في الأدب الكلاسيكي
إن العصر الذهبي كما وصفه هيزيود كان العصر الذي خلقت فيه آلهة جبل أوليمبوس الناس بشكل مباشر.لم يكن لديهم نساء في صفوفهم ولم يقدروا على التكاثر. كانوا يعيشون حياة طويلة في سلام وانسجام وكاناو غافلبن عن الموت. كان أفراد «العرق الذهبي» فانين، لكن كانوا يموتون في سلام أثناء نومهم دون أن يمسهم المرض والهرم. أوفيد يركز على العدالة والسلام الذين ميزا العصر الذهبي.حيث وصفه بأنه الزمن الذي كان قبل أن يكتشف الإنسان فن الملاحة، وأنه كان مجتممعا ما قبل زراعي. تعلقت فكرة العصر الذهبي في الأدب والفهم التاريخي خلال العصرين الإغريقي والروماني. تم استبداله جزئيا بالعصور الست المسيحية بناء على الترتيب الزمني الإنجيلي في العصورالوسطى المبكرة.

### التطور من عصر إلى تعبير مجازي

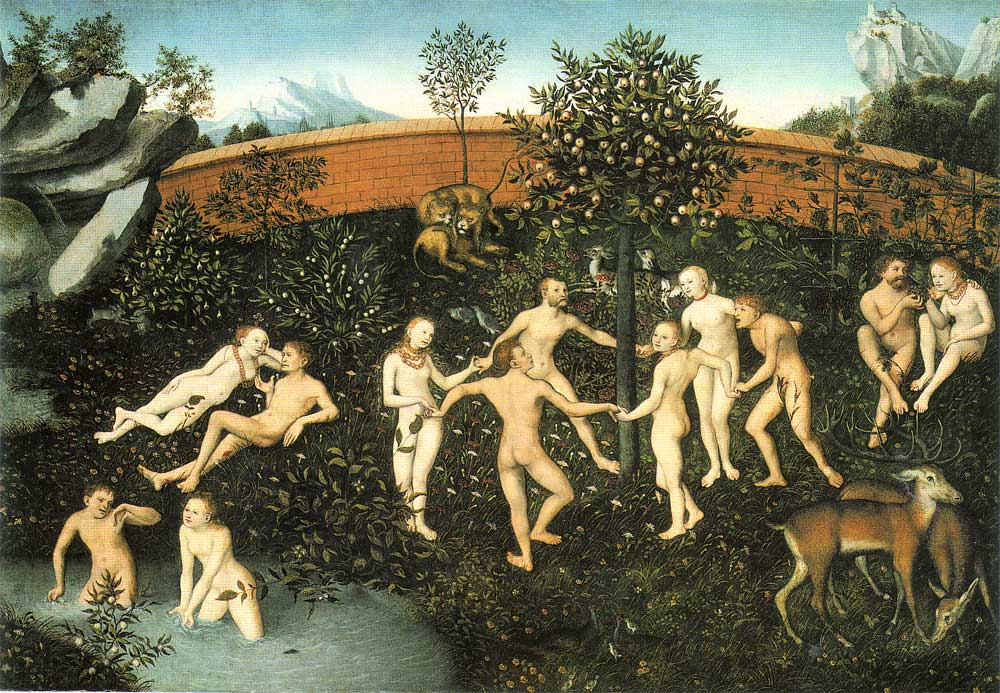
العصر الذهبي للوكاس كراناش الأكبر 1530

لطالما كان لمصطلح العصر الذهبي طابعا مجازيا. بعد عدة قرون من هيزيود، أشار بلاتو إلى أن أفراد العرق الذهبي لم يكونوا مصنوعين من الذهب، بل يجب فهم التعبير بشكل مجازي. كانت فكرة العصور المعدنية التقليدية باعتبارها عصورا حقيقية القوة المحركة خلال العصرين الإغريقي والروماني. لم يتم استئصال الأفكار التقليدية بشكل كامل بينما كانت فكرة القديس أوغستين «العصور الست للعالم» تدعمها، وظهرت إلى السطح من خلال تقسيم الرمن في العلم الآثار المبكر.
في وقت ولادة علم الآثار المعاصر في القرن الثامن عشر، تم ربط العصر الذهبي بمجتمع ما قبل زراعي. وعلى جميع الأحوال تم استبدال العصر الذهبي ب«العصر الحجري» في القرن السادس عشر على  نظام الثلاثة عصور. واستخدم روسو المصطلح بشكل فضفاض للتعبير عن حقبة تاريخية كانت تتميز ب«حالة الطبيعة» خلال نهايات القرن الثامن عشر. ما زال المؤرخون وعلماء الآثار يستخدمون مصطلحي العصر الحديدي والبرونزي، لكن مصطلح العصر الذهبي الذي ابتكره هيزويد كانت فترة أسطورية وأصبحت تشير إلى أي حقبة تاريخية تكون فيها الأحوال الراهنة  فيما يتعلق بظاهرة معينة على أحسن ما يكون، أفضل من الفترات السابقة واللاحقة للعصر الذهبي. ما زال المصطلح يوظف أحيانا في التعبير عن مجتمعات القنص والقطف القبلية  في العصر الحجري الأوسط لكن بشكل مجازي فقط.

#### العصر الذهبي في خط المجتمعات الزمني
إن العصر الذهبي للمجتمع يحدد الفترة التاريخية التي ارتفعت فيها مخرجات الفنون والعلوم والأدب والفلسفة.
- مصر القديمة عاشت عدة عصور ذهبية، من ضمنها السلالة الحاكمة الرابعة خلال المملكة القديمة، بالإضافة إلى المملكة الحديثة
- العصر الذهبي الأثيني بقيادة بريكليس
- العصر الذهبي للأدب الللاتيني، الفترة في الأدب الللاتيني ما بين سيسيرو وأوفيد
- عصر «الأباطرة الخمسة الأخيار» خلال عهد الإمارة، وهو جزء من عصر باكس رومانا، يعتبر بشكل عام أوج الإمبراطورية الرومانية، واتعبره إدوارد غيبون أسعد عصر في تاريخ الإنسانية
- العصر الذهبي للهند، الفترة الممتدة من القرن الثالث وحتى القرن السادس قبل الميلاد تحت قيادة إمبراطورية غوبتا، حيث حقق الهنود إنجازات عظيمة في مجال الرياضيات والعلوم والثقافة والدين والفلسفة وعلم الفلك
- الحقبة الكلاسيكية لأمريكا الوسطى (من القرن الثالث إلى التاسع)، وهي الحقبة التي هيمنت فيها تيوتيهواغان على وسط المكسيك ووصلت عدة مدن من المايا لذروة مجدها.
- إيرلندا المسيحية في العصور المبكرة، عندما كانت إيرلندا موحدة تحت ملك عالٍ واحد وكانت مهمة في الفنون الأوروبية
- العصر الذهبي الإسلامي
- حكم هارون الرشيد(786-809)، طول الخلافة العباسية، قبل الفتنة الرابعة والفوضى في سامراء وبدء التشظي السياسي.
- بشكل عام فترة حكم هارون الرشيد وحتى حصار بغداد من المغول (1258) في العالم العربي.
- اشتعلت مرة أخرى في عصر البارود الإسلامي (الإمبراطورية العثمانية والصفوية والمغولية) حتى بداية القرن السابع عشر.
- العصر الذهبي لبلغاريا، حكم الإمبراطور سيمون الأول العظيم آخر القرن التاسع_بداية القرن العااشر.
- العصر الذهبي لكييف، القرن العاشر
- خاضت الصين عدة عصور ذهبية، من ضمنها هان، تانغ، سونغ، مينغ. تعبير العصر الذهبي الصيني يستخدم للدلالة على فترة  حكم الأسرتين تانغ وسونغ من 618 إلى 1279 والتي شهدت تطوراً اقتصادياً.
- العصر الذهبي للحضارة اليهودية في شبه الجزيرة الإيبرية وهي الفترة ما بين عام 900 وعام 1100. وتصنف أحياناً كجزء من العصر الذهبي الإسلامي وذلك بسبب الإطار الزمني وجغرافية الأحداث الواقعة فيها.
- العصر الذهبي للرهبانية المسيحية ما بين القرن ال8 وال12، وكانت ذروته في القرن ال11 وحتى منتصف القرن ال12. ويعتبر عصراً ذهبياً في القارة الأوروبية لأسباب دينية حصراً، ولا يقارن مع العصور الذهبية الأخرى في نفس الحقبة.
- العصر الذهبي للحضارة البلغارية القروسطية، عصر ذهبي في بلغاريا.
- العصر الذهبي الجورجي، فترة الرخاء والازدهار الثقافي في المملكة الجورجية في القرن ال11 وال12 وال13، خاصة تحت حكم الملكة تامار العظيمة.
- العصر الذهبي في التاريخ الإندونيسي من حوالي عام 1293 إلى حوالي عام 1500، وذلك عندما وسعت مملكة ماجاباهيت الهندو-بوذية في جافا الشرقية تحت حكم غاجا مادا نفوذها إلى معظم أجزاء شبه الجزيرة الماليزية الجنوبية وبوميو وسومطرة وبالي.
- العصر الذهبي الثاني لبلغاريا، حيث كان الازدهار في الثقافة والأدب والفنون إبان حكم الإمبراطور إيفان أليكسندر (1331-1371).
- العصر الذهبي البرتغالي، القرن ال15-1580. وكانت على الأرجح أعظم قوة أوروبية ماهرة في الإبحار آنذاك.
- العصر الذهبي البرتغالي الثاني، وهي فترة اكتناز الذهب البرازيلية، أواخر القرن ال17 وحتى القرن ال19.
- العصر الذهبي للأدب الفالنسي، القرن ال15
- العصر الذهبي العثماني، خلال ثمانينيات القرن الخامس عشر وستينيات القرن السادس عشر، تحت حكم السلطان سليمان القانوني (جزئيا).
- يوصف عصر النهضة في القرن ال16 بأنه العصر الذهبي للثقافة والفنون في إيطاليا عصر النهضة.
- الفترة الزمنية في مالطا تحت نظام ساينت جون (1530-1798) توصف عامة بأنها عصر ذهبي في العمارة والفنون والصحة والتعليم، خاصة الفترة الممتدة ما بين أواخر ستينات القرن ال16 وبدايات سبعينات القرن الثامن عشر.
- العصر الذهبي الإسباني يتوافق مع فترة الحكم الملكي الكاثوليكي وآل هابسبرغ ما بين 1492 و1659، وهي فترة تميزت بإمبراطورية إسبانية قوية وازدهار  في الفنون.
- العصور الذهبية الإنجليزية:
- «العصر الذهبي لإنجلترا» هي الحقبة الإليزابيثية تخت حكم الملكة إليزابيث الأولى في أواخر القرن السادس عشر، حيث توصف فترة حكمها بأنها عصر ذهبي وذروة النهضة الإنجليزية.
- العصر الذهبي لبريطانيا هو حقبة الملكة فكتوريا تحت حكم الملكة فكتوريا في القرن التاسع عشر.
- العصر الذهبي البولندي، القرن ال16 وبدايات القرن ال17.
- العصر الذهبي الألماني، القرن ال17، تقريبا بين 1588-1672 :
- العصر الذهبي للرسم الألماني، في القرن ال17.
- العصر الذهبي لعلم رسم الخرائط الهولندي، تسعينيات القرن السادس عشر حتى عشرينات القرن الثامن عشر.
- العصر الذهبي لتاريخ روسيا البيضاء، من بداية إلى سبعينيات القرن السادس عشر، خصوصاً ما بين الخمسينات والسبعينات.
- «القرن العظيم»، تحت حكم لويس الثالث عشر ولويس الرابع عشر.
- العصر الذهبي للقرصنة، 1650-1730.
- حقبة غينروكو (1688-1704)، في اليابان تعتبر عصراً ذهبياً في الأدب والدراما والفنون.
- العصر الذهبي الدانماركي، النصف الأول من القرن ال19.
- العصر الذهبي للشعر الروسي، النصف الأول من القرن ال19، مع الشعراء الروسيين بوشكين، ليرمونتوف، تيوتشيف وآخرين.
- العصر الذهبي للرأسمالية، وهي فترة نمو اقتصادي سريع في الغرب واليابان من عام 1945 حتى عام 1970. يستخدم التعبير أيضاً للإشارة إلى العصر المذهب في أواخر القرن ال19.
- العشرينات الذهبية، وهي عشرينات القرن العشرين في أوروبا، ونظيرها الأمريكي هو العشرينات الصاخبة.
- بالمثل، يمكن اعتبار «القرن الأمريكي» وهو فترة منتصف عشرينات القرن العشرين عصراً ذهبياً للتأثير الثقافي والهيمنة السياسية.
- الثقافة والتكنولوجيا
- ينسب العصر الذهبي غالباً للسنوات التي تلي بعض الابتكارات التكنولوجية مباشرة. خلال هذا الوقت يطوي الكتاب والفنانون مهاراتهم في هذا الوسيط الجديد. لذلك، هناك عصور ذهبية للراديو والتلفاز على حد سواء.
- خلال هذا الطور الناشئ، تسمح التكنولوجيا بالتعبير عن الأفكار الجديدة، بينما تزهر أشكال الفن الجديدة بسرعة لمناطق جديدة:
- العصر الذهبي للرسم الإيضاحي، فترة في تاريخ الرسم الإيضاحي الأمريكي منذ ثمانينات القرن التاسع عشر وحتى العقد الأول من القرن العشرين.
- العصر الذهبي للراديو، من 1920-1940
- العصر الذهبي للرسوم المتحركة الأمريكية، بين 1928 (صوت) وستينات القرن العشرين (تلفاز).
- العصر الذهبي لهوليوود، والذي استمر من نهاية الحقبة الصامتة في السينما الأمريكية في أواخر ال1920 وحتى بدايات 1960.
- العصر الذهبي للتلفاز، (يقصد به التلفاز الأمريكي حوالي خمسينات القرن العشرين)، حينما كان التلفاز اختراعاً حديثاً. بعض البرامج مثل «مسرح تلفاز كرافت» و«بيت اللعب 90» و«ألفريد هيتشكوك يقدم» و«منطقة الشفق».
- نقلت التلفاز الأمريكي إلى مستوى جديد من النادر رؤيته في العقود التالية.
- العصر الذهبي للسيارات القوية، 1964-1972.
- ·         العصر الذهبي للأفلام الإباحية، ويشير إلى 15 عاماً (حول 1969-1984) في الأفلام الإباحية التجارية الأمريكية التي انتشرت عالمياً، حيث حصلت الأفلام ذات المحتوى الجنسي الصريح على اهتمام إيجابي من دور السينما العادية وناقدي الأفلام والعامة. بدأ هذا العصر بإطلاق فيلم «بلو موفي / الفيلم الأزرق» عام 1969 من إخراج آندري وارهول، وفيلم «مونا» من إنتاج بيل أوسكو  عام 1970. كانت هذه الأفلام أول أفلام بالغين جنسية تصور ممارسة صريحة للجنس وتلاقي إطلاقاً واسعاً في دور السينما في الولايات المتحدة. خلال هذه الفترة، ظهرت الأفلام الإباحية في أستديوهات سرية ثم أصبحت صناعة واسعة النطاق  مع تطلعات بالتوجه إلى السينما العادية.
- العصر الذهبي للفيديو-كليب، 1975-2000، بدأت هذه الفترة بإطلاق فيديو «بوهيميان رابسودي/الملحمة البوهيمية» لفرقة «كوين».
- العصر الذهبي لصالات الألعاب، أواخر السبعينات وحتى الثمانينات من القرن العشرين.
- العصر الذهبي للأنمي (1982-1997)، (بدءاً ب24 إطار في الثانية وحتى بداية حقبة ال CGI).
- الحقبة الذهبية للبرمجيات الإسبانية، 1983-1992.
- العصر الذهبي للمركبات التي يتم التحكم بها بالراديو، 1983-1992، وهي فترة اتجهت فيها الشركات النموذجية لإنتاج مركبات عملية تعمل بالكهرباء، مما أدى إلى دخول عديد من الشركات_ومن ضمنها مصنعي الألعاب_ السوق ومساعدتها لتصبح الفئة المهيمنة.
- العصر الذهبي لل«هيب هوب»، 1988-1994، وهي فترة يدعى أن موسيقى الهيب هوب كانت فيها في قمة إبداعها وفنيتها.
- العصر الذهبي لألعاب الحاسوب، 1990 إلى بداية الألفين.
- العصر الذهبي الثاني للتلفاز، 1999-الوقت الحالي، وهي فترة فيها برامج تلفزيونية ذات جودة عالية وبنصوص محضرة مسبقاً في الغالب بدأت ب«سوبرانوس»، «ذا واير»، «بريكنغ باد»، «ماد من» (من ضمن مسلسلات أخرى).
- العصر الذهبي للفيديوهات سريعة الانتشار، 2005-الوقت الحالي، وهي فترة بدأت بإطلاق يوتيوب ومستمرة حتى يومنا هذا.
- العصر الذهبي لملكات السباق، حيث ينقسم لحقبتين: الأولى تميزت  بملكات السباق المكسوات بملابس السباحة منذ أواخر الثمانينات وحتى أواخر التسعينات. والثانية تميزت بارتداء التنانير القصيرة جداً (الميني) في فترة الألفينات، عندما تواءم تدفق العارضات مع القدرة على الحصول على نفس المستوى من الشعبية لبعض السائقين في السباق أو أعلى منهم.
- على الأقل، حصلت إحدى أنواع التكنولوجيا على عصرها الذهبي في سنواتها الأخيرة.
- العصر الذهبي للإبحار، القرن ال19.
- إن العصر الذهبي «الثقافي» يمكن أن يساهم في بناء أسطورة وطنية.
- الأنواع الفنية
- تم توليد أنواع جديدة في الأدب والمسرح بسبب التكنولوجيا والإبداع. ويكون منشأ نوع جديد هو عصره الذهبي:
- العصر الذهبي لبرودوي، الفترة ما بين 1943 إلى 1968 والتي جلبت مسرحيات موسيقية مثل «أوكلاهوما!» (1943)، «قبلني»، «كايت»(1948)، «قصة الجانب الغربي»(1957)، «صوت الموسيقى»(1959)، و«مرحباً دولي»(1964) إلى مسرح برودوي.
- العصر الذهبي لفرق الرقص البريطانية، بين العشرينات والثلاثينات من القرن العشرين.  العصر الذهبي لأفلام «من الجاني؟» البريطانية، بدايات القرن العشرين.
- العصر الذهبي للمجلات المصورة، الفترة ما بين 1938-1945 تقريبا.
- العصر الذهبي للسينما المكسيكية، بدءاً بعام 1935 وانتهاءً بأواخر الخمسينات.
- العصر الذهبي للروايات البوليسية، وهي حقبة الروايات البوليسية بين الحرب العالمية الأولى والثانية، ومن أهم الأمثلة عليها روايات أغاثا كريستي.
- العصر الذهبي لأفلام الرعب الإيطالية، (حوالي 1957-1979).
- العصر الذهبي للأفلام الكوميدي-رومانسية، التسعينات.
- العصر الذهبي للخيال العلمي، الفترة ما بين أواخر الثلاثينات وخلال خمسينات القرن العشرين.
- الإصر الذهبي للمبارزة بالسيف، فترة مهارات السيف بين القرنين السادس عشر والثامن عشر.
- العصر الذهبي للغرب في أفلام الغرب، من ثلاثينات وحتى ستينات القرن العشرين.
- العلوم
- العصر الذهبي للنسبية، مع دخولها التيار السائد للفيزياء النظرية، 1960-1975.
- كبار السن
- تستخدم الشركات مصطلح «العصر الذهبي» كتلطيف لتعبير «كبار السن».
- جواز العصر الذهبي، وهو تصريح دخول لمتنزه قومي مخصص للمواطنين الذين أعمارهم 62 فما فوق.
- الرياضة  العصر الذهبي لتسلق جبال الألب، (1854-1865)، حيث شهدت العديد من قمم جبال الألب صعودها لأول مرة.
- العصر الذهبي للكريكيت (1890-1914).
- العصر الذهبي للبيسبول (1920-1960).
- العصر الذهبي للتزلج على العجلات (1937-1959).
- العصر الذهبي للترانز-أم (1968-1972).
- العصر الذهبي للرالي (1983-1986)، وهي فترة أعطي فيها مصنعو السيارات كرتاً أبيضاً في تصميم المركبات، مما أنتج سيارات أخاذة ذات قوة عالية قادت رياضة الرالي إلى أوج شعبيتها.